# Волгин, Игорь Леонидович
И́горь Леони́дович Во́лгин (род. 6 марта 1942, Молотов) — российский литературовед, историк, достоевсковед, писатель и поэт, телеведущий, заслуженный профессор Московского государственного университета им. М. В. Ломоносова; доктор филологических наук, кандидат исторических наук, действительный член (академик) РАЕН, профессор факультета журналистики МГУ им. М. В. Ломоносова и Литературного института им. А. М. Горького. С 1968 года — основатель и руководитель Литературной студии МГУ «ЛУЧ». C 1997 — основатель и президент Фонда Достоевского, с июня 2010 года — вице-президент Международного Общества Ф. М. Достоевского (International Dostoevsky Society). Член Совета по русскому языку при Президенте РФ и вице-президент Русского ПЕН-центра. Ведущий программ «Игра в бисер» и «Контекст» на телеканале «Россия—Культура».

## Биография
Родился 6 марта 1942 года в еврейской семье в Молотове (ныне Пермь), куда его родители были эвакуированы из Москвы. Отец, Леонид Самуилович Волгин (24 ноября 1909, Трубчевск — 21 декабря 2002, Москва) — журналист, заведующий отделом газеты «Гудок», сотрудник Совинформбюро и Агентства печати «Новости», заместитель главного редактора газеты «Советская Киргизия». Мать, Рахиль Львовна Волгина, урождённая Сардатская (3 ноября 1912, Москва — 2 апреля 2002, там же) — переводчица и корректор. Дед и бабка со стороны матери — Хаим-Лейб Иоселевич Сардатский (30 сентября 1883, Серпухов — 2 декабря 1955, Москва) и Мария Ароновна Сологуб (18 августа 1888, Овруч — 21 августа 1974, Толстопальцево). 
В 1959 году окончил московскую школу № 626, с 1959 по 1964 год — студент исторического факультета МГУ имени М. В. Ломоносова (диплом с отличием). С 1975 года — преподаватель факультета журналистики МГУ, с 1982 — Литературного института (кафедра литературного мастерства).

## Литературная деятельность
Ещё во время учёбы в университете стал известен как поэт. В 1962 году его напутствовал в «Литературной газете» Павел Антокольский. Стихи публиковались в журналах «Октябрь», «Новый мир», «Юность», «Москва», в «Комсомольской правде», «Известиях» и мн. др. Первый сборник его стихотворений «Волнение» вышел в 1965 году. Один из организаторов чтений «на Маяковке». В 1968 году создал (и до сих пор бессменно возглавляет) литературную студию МГУ «Луч», из которой вышли такие писатели, как Сергей Гандлевский, Александр Сопровский, Алексей Цветков, Бахыт Кенжеев, Евгений Бунимович, Евгения Славороссова, Геннадий Красников, Елена Исаева, Дмитрий Быков, Инна Кабыш, Вера Павлова, Вадим Степанцов и многие другие (см. Alma mater. Литературная студия Игоря Волгина «ЛУЧ». Поэты МГУ. Стихи. Воспоминания. М.: Зебра. — 2010).

## Научная, преподавательская и телевизионная деятельность
Сфера научных интересов И. Л. Волгина — изучение жизни и творчества Ф. М. Достоевского, история русской литературы, история отечественной журналистики XIX в., отечественная история. И. Волгин — автор более 500 научных работ и художественных публикаций. Кандидатскую диссертацию «„Дневник писателя“ Ф. М. Достоевского. История издания» защитил на историческом факультете МГУ в 1974 году. Степень доктора филологических наук получил в 1992 году на факультете журналистики МГУ (тема диссертации — «Национальный кризис 1879—1881 гг. в контексте русской прессы»), тогда же присвоено звание профессора. Работы Игоря Волгина широко известны не только в России, но и за рубежом. Его исследования входили в шорт-лист Антибукеровской премии и Государственной премии РФ, за весь цикл работ о Достоевском ему присуждена Премия Москвы в области литературы за 2004 год. В 1997 году Игорь Волгин создает Фонд Достоевского, целью которого является содействие изучению жизни и творчества русского классика, осуществление научных и культурных программ.
Также Игорь Волгин — автор и ведущий телевизионных программ «Николай Заболоцкий» (2 серии), «Жизнь и смерть Достоевского» (12 серий), «Из истории русской журналистики (Чаадаев, Пушкин, Некрасов)» (4 серии) канала «Культура». С 15 ноября 2011 года — ведущий литературного ток-шоу «Игра в бисер» на телеканале «Россия-Культура».
Член Союза писателей России, Союза писателей Москвы, Союза журналистов, Международной ассоциации журналистов, Международного и Русского ПЕН-клуба, научного совета Пушкин-института, Научного совета Института человека МГУ.
На факультете журналистики МГУ читает курс «История русской журналистики XIX в.», ведет спецкурсы и спецсеминары. В Литературном институте ведёт собственный поэтический семинар (совместно с Литературной студией «ЛУЧ»).
Руководитель международных конгрессов «Русская словесность в мировом культурном контексте» (2001, 2004, 2006, 2009, 2012, 2014, 2015, 2016, 2018, 2021). Входит в состав редакционной коллегии журнала «Филологические науки».
Игорь Волгин создал первый в мире цикл работ о «Дневнике писателя Достоевского» и таким образом положил начало целой научной школе. Им осуществлен ряд принципиальных открытий в области изучения жизни и творчества Ф. М. Достоевского. На основе фундаментальных архивных изысканий (ГАРФ, ЦГВИА, ОР РГБ, ЦГИА, ЦГАЛИ и др.) восстановлены родословие писателя; прояснены скрытые обстоятельства его детства и юности (убийство отца, обстоятельства литературного дебюта и т. д.); вскрыты неизвестные аспекты дела петрашевцев (включая инсценировку смертной казни); восстановлены подробности послекаторжной жизни в Сибири и истории первого брака; установлен исторический подтекст брака с А. Г. Достоевской, а также — их заграничной поездки (1867—1871). Впервые воссозданы и проанализированы отношения с императорским домом; в полном объёме реконструирован Пушкинский праздник 1880 г. Предложена и обоснована новая версия смерти Достоевского. Проанализированы его художественные и публицистические тексты; аргументирована версия продолжения «Братьев Карамазовых». Особе внимание уделено взаимоотношениям Достоевского с его современниками: И. С. Тургеневым, Л. Н. Толстым, Н. А. Некрасовым, А. И. Герценом, Н. Г. Чернышевским, К. П. Победоносцевым, М. Н. Катковым, Н. Н. Страховым и мн. др. Работы И. Л. Волгина, его исследовательские концепции получили высокую оценку международного научного сообщества. Они, как сказано в аннотациях к его книгам, «обозначили новый поворот в мировой историко-биографической прозе». Его ученики трудятся в России, США, Италии, Израиле.

## Семья
Сын — Евгений Игоревич Волгин (род. 1976) — историк, кандидат политических наук, доцент кафедры истории общественных движений и политических партий истфака МГУ. 
Вторая жена — Екатерина Алексеевна Волгина (род. 1987), писательница, исполнительный директор Фонда Достоевского. Дочь — Евгения Игоревна Волгина (род. 2017).

## Награды и премии
- Премия Правительства Москвы в области литературы и искусства (2004)
- Премия Правительства РФ в области культуры (26.12.2011) — за серию книг «Документальная биография Достоевского»[15]
- Российско-Итальянская премия «Москва-Пенне» (2011)
- Лауреат премии имени М. В. Ломоносова II степени (2013) за научное издание «Хроника рода Достоевских. Родные и близкие: Историко-биографические очерки» (2012)
- Орден Дружбы (21 июля 2014) — за большие заслуги в развитии отечественной культуры и искусства, многолетнюю плодотворную деятельность[16]
- Национальная телевизионная премия ТЭФИ за авторскую телепрограмму «Игра в бисер» с Игорем Волгиным (2016)
- Международная Тютчевская премия «Мыслящий тростник» (2016).
- Бунинская премия (2017).
- Премия Правительства РФ в области культуры (2017) — за сборник стихов «Персональные данные».
- Премия «Ясная Поляна» (2019) в номинации «Событие». Присуждена Игорю Волгину как автору и ведущему интеллектульной программы «Игра в бисер».
- Премия Московского государственного университета им. М. В. Ломоносова за вклад в развитие науки (2019).
- Литературная премия «Золотое звено» (2020).
- Пушкинская премия (2021).
- Гран-при «Поэт года» и «Писатель года» (2021)[17]

## Основные труды[18]
Сборники стихотворений:
- Волнение: Стихотворения. — М.: Молодая гвардия, 1965.
- Кольцевая дорога: Стихотворения. — М.: Советский писатель, 1970.
- Шесть утра: Стихотворения. — М.: Московский рабочий, 1975.
- Персональные данные. — М.: Время, 2015 (серия «Поэтическая библиотека»)
- Толковый словарь. — М.: Время, 2019 (серия «Поэтическая библиотека»)

Нехудожественные книги:
- Достоевский — журналист («Дневник писателя» и русская общественность): Пособие к спецкурсу. — М.: Изд-во Московского университета, 1982.
- Последний год Достоевского. Исторические записки. — М.: Советский писатель, 1986. М.: Известия, 1990.
- Последний год Достоевского. Исторические записки. // М.: Советский писатель, 1991.
- Dostojevskij viimeinen vuosi. / пер. на финн. яз. // Helsinki: SN-Kirjat. // М.: Радуга. — 1990.
- La derniere annee de Dostoievski. / пер. на фр. яз. // Editions de Fallois, L’Age d’Homme. — 1994.
- تردد أكثر من الهاوية. دوستويفسكي والثورة الروسية. /пер. на араб. яз. // موسكو: التقدم — 1990.
- Родиться в России. Достоевский и современники: жизнь в документах. // М.: Книга. — 1991.
- Метаморфозы власти. Покушения на российский трон в XVIII—XIX вв. // М.: Интерпракс. — 1994.
- Колеблясь над бездной. Достоевский и русский императорский дом. — М.: Центр гуманитарного образования, 1998.
- Na skraju otchłani. Dostojewski a dwor carski. — Warszawa: Oficyna naukowa, 2001.
- Пропавший заговор. Достоевский и политический процесс 1849 г. // М.: Либерея. — 2000.
- Достоjевски. Последна година живота. / пер. на серб. яз. // Подгорица: ЦИП. — 2003.
- Возвращение билета. Парадоксы национального самосознания. // М.: Грантъ. — 2004.
- Последний год Достоевского. Изд-е 4-е, испр. и доп. // М.: АСТ. — 2010.
- Последний год Достоевского. [Изд. 5-е]. / Предисл. Д. Лихачёва. М.: Издательство АСТ: Редакция Елены Шубиной, 2017. — 780 с.
- Уйти ото всех. Лев Толстой как русский скиталец (в составе книги «Лев Толстой. Последний дневник». // М.: ИКАР (Изд-во ВК), 2010.
- Родные и близкие (в составе книги «Хроники рода Достоевских») // М.: Фонд Достоевского, 2013.
- Сага о Достоевском (пер. кит. яз.). Пекин. — 2014.
- Последний год Достоевского. М.: Редакция Елены Шубиной, 2017, 780 С.
- Пропавший заговор. Достоевский: дорога на эшафот. М.: Академический проект, 2017.
- Родиться в России. Достоевский: начало начал. М.: Академический проект, 2018. — 749 С.
- Странные сближенья. Национальная жизнь как литературный сюжет. М.: Академический проект, 2019. — 639 С.
- Ничей современник. Четыре круга Достоевского. — М.; СПб.: Нестор-История, 2019. — 736 с. ISBN 978-5-4469-1617-7
- Homo Poeticus. Стихи и о стихах — М.: Академический проект, 2021. — 571 С.
- Dostoievski. La saga familiale. Paris: L’Harmattan. 2021.